# Jack Kent Cooke
Jack Kent Cooke (Hamilton, 1912 – Washington D. C., 1997) fue un emprendedor y empresario canadiense con gran afición e influencia en el deporte profesional estadounidense. Fue propietario de los equipos Washington Redskins (NFL), Los Angeles Lakers (NBA) y Los Angeles Kings (NHL), y construyó los estadios The Forum en Inglewood (California) y FedEx Field en Landover (Maryland).

## Biografía
Nació en la ciudad canadiense de Hamilton (Ontario), el 25 de octubre de 1912. En 1936 conoció al magnate de la prensa Roy Thomson, quien contrató a Cooke para gestionar la emisora CJCS en Stratford. Ambos se convirtieron en socios en 1941, e iniciaron su expansión con la compra de emisoras de radio y periódicos de Ontario y Quebec.
Ya en 1951 compró un equipo de béisbol profesional, los Toronto Maple Leafs. Nueve años más tarde, se trasladó a California, donde fundó American Cablevision en 1960, y adquirió varias empresas de televisión por cable. Adquirió una participación mayoritaria en TelePrompTer cable TV y lo vendió a finales de 1970 por $646 millones. En 1980, compró el edificio Chrysler en Nueva York, uno de los rascacielos más famosos del mundo. En 1985, Cooke compró el diario Los Angeles Daily News por $176 millones. Un año más tarde, adquirió otra compañía de televisión por cable.
En California desarrolló su afición al deporte. En 1965 compró el equipo de baloncesto de la NBA Los Angeles Lakers por $5,2 millones a Bob Short. Al año siguiente compró el equipo de hockey hielo Los Angeles Kings, de la NHL. Como estadio para ambos equipos, construyó en 1967 el Great Western Forum en Inglewood. En 1967 fundó un equipo de fútbol, Los Angeles Wolves, que ese mismo año fue campeón de la United Soccer Association, y en 1968 cofundador de la North American Soccer League.
Como promotor de boxeo, Cooke organizó la pelea de 1971 entre Muhammad Ali y Joe Frazier. En 1974, se convirtió en accionista de los Washington Redskins que vendió en 1978. En 1979, vendió también sus posesiones en California: los Lakers, los Kings y el Forum por $67,5 millones a Jerry Buss, que transformaría los Lakers en el mítico Showtime.
Falleció el 6 de abril de 1997 en Washington D. C. a la edad de 84 años, debido a una insuficiencia cardíaca.